# ستيوارت واردلي
ستيوارت واردلي (بالإنجليزية: Stuart Wardley)‏ (10 سبتمبر 1974 في المملكة المتحدة - ) هو مدرب كرة قدم ولاعب كرة قدم بريطاني في مركز الوسط. لعب مع روشدين ودايموندز وكامبريدج يونايتد وكوينز بارك رينجرز ونادي توركي يونايتد ونادي ليتون أورينت وBedford Town F.C. ‏ وبيشوب ستورتفورد ونادي سافرون والدن تاون وHaverhill Rovers F.C. ‏.

## وصلات خارجية
- ستيوارت واردلي على موقع قاعدة بيانات كرة القدم.إي يو (الإنجليزية)
- ستيوارت واردلي على موقع Soccerbase.com (لاعب) (الإنجليزية)